# Minduri
Minduri es un municipio brasileño del estado de Minas Gerais.

## Geografía
Según la clasificación geográfica más moderna (2017) del Instituto Brasileño de Geografía y Estadística (IBGE), Minduri es un municipio de la Región Geográfica Inmediata de Caxambu-Baependi, en la Región Geográfica Intermedia de Pouso Alegre. Cuenta con una población de 3840 habitantes (2010).

## Circunscripción eclesiástica
La parroquia del Sagrado Corazón de Jesús pertenece a la diócesis de São João del-Rei.